# Arturo Droguett
Arturo Droguett del Fierro (Valdivia, 30 de diciembre de 1906-Santiago, 23 de febrero de 1977) fue un médico, profesor y político chileno, miembro del Partido Conservador. 

## Biografía
Hijo de María Josefina del Fierro Figueroa y de Claudio Droguett Palma. Educado en el Liceo Alemán de Santiago e ingresó a Medicina en la Universidad de Chile titulándose como médico cirujano (1930).
Trabajó en el Hospital San Vicente, ejerció de manera particular y fue profesor extraordinario de Semiología en la Facultad de Medicina de la Universidad de Chile. Entre sus diversas actividades fue director de la Sociedad Médica y de la Asociación Médica de Chile. Llegó a ser primer presidente de la Asociación Nacional de Estudiantes Católicos (1927) y colaborador de la Revista Médica, además de socio del Club de La Unión.
Contrajo matrimonio con Elena Larraín Valdés.

## Actividades políticas
Militante del Partido Conservador. Se presentó como candidato a la elección complementaria para llenar la vacante dejada en el Congreso Nacional, por Juan Bautista Rossetti Colombino, quien asumió como Ministro de Relaciones Exteriores el 10 de junio de 1941. Sin embargo, en dichos comicios, solo logró 10.568 votos, quedando tercero en una contienda que fue superada por César Godoy Urrutia (PST) y Humberto Godoy Camus (PS).
Elegido diputado por el 1.er. Distrito Metropolitano: Santiago (1945-1949), participando de la comisión permanente de Trabajo y Legislación Social.